# سیارک ۸۵۳۱
سیارک ۸۵۳۱ (به انگلیسی: 8531 Mineosaito، نامگذاری:1992WX2) هشت هزار و پانصد و سی و یکمین سیارک کشف شده‌است که در ۱۶ نوامبر ۱۹۹۲ کشف شد.
قدر مطلق سیارک برابر ۱۳٫۰۰ است.